# کلاگتو (آریزونا)
کلاگتو (به انگلیسی: Klagetoh) یک منطقهٔ مسکونی در ایالات متحده آمریکا است که در شهرستان آپاچی، آریزونا واقع شده‌است. کلاگتو ۰٫۸۷ کیلومتر مربع مساحت و ۲۸٬۰۶۸ نفر جمعیت دارد و ۱٬۹۵۸٫۰۶ متر بالاتر از سطح دریا واقع شده‌است.